# Клінтон Нсіала
Клінтон Нсіала-Макенго (фр. Clinton Nsiala-Makengo, нар. 17 січня 2004, Ренн) — французький футболіст конголезького походження, центральний захисник «Рейнджерса».

## Клубна кар'єра
Народившись у Ренні, Нсіала почав грати у футбол у академії «Брекіньї», після чого приєднатися до молодіжної академії «Нанта» у 2019 році.
У 2021 році він приєднався до італійського «Мілана» на правах вільного трансферу, підписавши з клубом свій перший професіональний контракт. Тут він грав за команду до 19 років, де він зарекомендував себе як основний гравець, граючи як у молодіжному чемпіонаті Італії, так і в Юнацькій лізі УЄФА, допоміг команді дійти до півфіналу єврокубка в сезоні 2022/23 років та фіналу наступного сезону. Під час свого перебування в «Мілані» він також тренувався з першою командою під керівництвом Стефано Піолі, але так за неї і не дебютував. У червні 2024 року Нсіала оголосив про відхід з «Мілана» після того, як відхилив пропозицію продовжити контракт, що закінчувався.
10 червня 2024 року стало відомо, що француз підписав контракт із шотландським «Рейнджерсом».

## Виступи за збірну
Нсіала представляв Францію, виступаючи за юнацьку збірну до 16 років, зігравши три гри і забивши один гол у 2020 році.